# Danh sách tiểu hành tinh: 17501–17600
| Tên                | Tên đầu tiên | Ngày phát hiện       | Nơi phát hiện          | Người phát hiện           |
| ------------------ | ------------ | -------------------- | ---------------------- | ------------------------- |
| 17501 Tetsuro      | 1992 FG      | 23 tháng 3 năm 1992  | Kitami                 | K. Endate, K. Watanabe    |
| 17502 Manabeseiji  | 1992 FD1     | 23 tháng 3 năm 1992  | Kitami                 | K. Endate, K. Watanabe    |
| 17503              | 1992 FK1     | 26 tháng 3 năm 1992  | Siding Spring          | R. H. McNaught            |
| 17504 -            | 1992 GB2     | 4 tháng 4 năm 1992   | La Silla               | E. W. Elst                |
| 17505 -            | 1992 GO2     | 4 tháng 4 năm 1992   | La Silla               | E. W. Elst                |
| 17506 -            | 1992 GW4     | 4 tháng 4 năm 1992   | La Silla               | E. W. Elst                |
| 17507              | 1992 HH5     | 24 tháng 4 năm 1992  | La Silla               | H. Debehogne              |
| 17508 Takumadan    | 1992 JH      | 3 tháng 5 năm 1992   | Geisei                 | T. Seki                   |
| 17509 Ikumadan     | 1992 JR      | 4 tháng 5 năm 1992   | Geisei                 | T. Seki                   |
| 17510              | 1992 PD6     | 1 tháng 8 năm 1992   | La Silla               | H. Debehogne, Á. López G. |
| 17511 -            | 1992 QN      | 29 tháng 8 năm 1992  | Palomar                | E. F. Helin, J. Alu       |
| 17512 -            | 1992 RN      | 4 tháng 9 năm 1992   | Kiyosato               | S. Otomo                  |
| 17513              | 1992 UM      | 19 tháng 10 năm 1992 | Kushiro                | S. Ueda, H. Kaneda        |
| 17514              | 1992 UA1     | 19 tháng 10 năm 1992 | Kushiro                | S. Ueda, H. Kaneda        |
| 17515              | 1992 UT1     | 21 tháng 10 năm 1992 | Dynic                  | A. Sugie                  |
| 17516 Kogayukihito | 1992 UZ6     | 28 tháng 10 năm 1992 | Kitami                 | M. Yanai, K. Watanabe     |
| 17517              | 1992 WZ3     | 21 tháng 11 năm 1992 | Kushiro                | S. Ueda, H. Kaneda        |
| 17518 Redqueen     | 1992 YD      | 18 tháng 12 năm 1992 | Yakiimo                | A. Natori, T. Urata       |
| 17519 Pritsak      | 1992 YE2     | 18 tháng 12 năm 1992 | Caussols               | E. W. Elst                |
| 17520 -            | 1993 BX2     | 23 tháng 1 năm 1993  | Kitami                 | K. Endate, K. Watanabe    |
| 17521 Kiek         | 1993 BR4     | 27 tháng 1 năm 1993  | Caussols               | E. W. Elst                |
| 17522 -            | 1993 BL7     | 23 tháng 1 năm 1993  | La Silla               | E. W. Elst                |
| 17523 -            | 1993 FX2     | 23 tháng 3 năm 1993  | Kitt Peak              | Spacewatch                |
| 17524 -            | 1993 FS4     | 17 tháng 3 năm 1993  | La Silla               | UESAC                     |
| 17525 -            | 1993 FH5     | 17 tháng 3 năm 1993  | La Silla               | UESAC                     |
| 17526 -            | 1993 FV5     | 17 tháng 3 năm 1993  | La Silla               | UESAC                     |
| 17527 -            | 1993 FC14    | 17 tháng 3 năm 1993  | La Silla               | UESAC                     |
| 17528 -            | 1993 FX14    | 17 tháng 3 năm 1993  | La Silla               | UESAC                     |
| 17529 -            | 1993 FJ23    | 21 tháng 3 năm 1993  | La Silla               | UESAC                     |
| 17530 -            | 1993 FZ23    | 21 tháng 3 năm 1993  | La Silla               | UESAC                     |
| 17531 -            | 1993 FU25    | 21 tháng 3 năm 1993  | La Silla               | UESAC                     |
| 17532 -            | 1993 FD34    | 19 tháng 3 năm 1993  | La Silla               | UESAC                     |
| 17533 -            | 1993 FR36    | 19 tháng 3 năm 1993  | La Silla               | UESAC                     |
| 17534 -            | 1993 FB40    | 19 tháng 3 năm 1993  | La Silla               | UESAC                     |
| 17535 -            | 1993 FF40    | 19 tháng 3 năm 1993  | La Silla               | UESAC                     |
| 17536 -            | 1993 FM40    | 19 tháng 3 năm 1993  | La Silla               | UESAC                     |
| 17537 -            | 1993 FN40    | 19 tháng 3 năm 1993  | La Silla               | UESAC                     |
| 17538 -            | 1993 FZ44    | 19 tháng 3 năm 1993  | La Silla               | UESAC                     |
| 17539 -            | 1993 FR46    | 19 tháng 3 năm 1993  | La Silla               | UESAC                     |
| 17540 -            | 1993 FX81    | 18 tháng 3 năm 1993  | La Silla               | UESAC                     |
| 17541 -            | 1993 OL5     | 20 tháng 7 năm 1993  | La Silla               | E. W. Elst                |
| 17542 -            | 1993 OW6     | 20 tháng 7 năm 1993  | La Silla               | E. W. Elst                |
| 17543 Sosva        | 1993 PA3     | 14 tháng 8 năm 1993  | Caussols               | E. W. Elst                |
| 17544 -            | 1993 RF2     | 15 tháng 9 năm 1993  | Kitami                 | K. Endate, K. Watanabe    |
| 17545 -            | 1993 RZ3     | 15 tháng 9 năm 1993  | La Silla               | E. W. Elst                |
| 17546 -            | 1993 SB2     | 19 tháng 9 năm 1993  | Kitami                 | K. Endate, K. Watanabe    |
| 17547 -            | 1993 SN2     | 21 tháng 9 năm 1993  | Stroncone              | A. Vagnozzi               |
| 17548 -            | 1993 SX6     | 17 tháng 9 năm 1993  | La Silla               | E. W. Elst                |
| 17549              | 1993 TW12    | 13 tháng 10 năm 1993 | Palomar                | H. E. Holt                |
| 17550 -            | 1993 TO18    | 9 tháng 10 năm 1993  | La Silla               | E. W. Elst                |
| 17551 -            | 1993 TZ31    | 9 tháng 10 năm 1993  | La Silla               | E. W. Elst                |
| 17552 -            | 1993 TZ36    | 9 tháng 10 năm 1993  | La Silla               | E. W. Elst                |
| 17553 -            | 1993 UQ5     | 20 tháng 10 năm 1993 | La Silla               | E. W. Elst                |
| 17554 -            | 1993 VY      | 9 tháng 11 năm 1993  | Palomar                | E. F. Helin               |
| 17555              | 1993 VC5     | 4 tháng 11 năm 1993  | Siding Spring          | R. H. McNaught            |
| 17556 -            | 1993 WB      | 16 tháng 11 năm 1993 | Colleverde             | V. S. Casulli             |
| 17557 -            | 1994 AX      | 4 tháng 1 năm 1994   | Oizumi                 | T. Kobayashi              |
| 17558 -            | 1994 AA1     | 4 tháng 1 năm 1994   | Yatsugatake            | Y. Kushida, O. Muramatsu  |
| 17559              | 1994 AR1     | 8 tháng 1 năm 1994   | Dynic                  | A. Sugie                  |
| 17560 -            | 1994 AD3     | 14 tháng 1 năm 1994  | Sormano                | C. Gualdoni, A. Testa     |
| 17561 -            | 1994 AE11    | 8 tháng 1 năm 1994   | Kitt Peak              | Spacewatch                |
| 17562 -            | 1994 BG4     | 16 tháng 1 năm 1994  | Caussols               | E. W. Elst, C. Pollas     |
| 17563 Tsuneyoshi   | 1994 CC1     | 5 tháng 2 năm 1994   | Yatsugatake            | Y. Kushida, O. Muramatsu  |
| 17564 -            | 1994 CQ1     | 7 tháng 2 năm 1994   | Oizumi                 | T. Kobayashi              |
| 17565 -            | 1994 CG2     | 12 tháng 2 năm 1994  | Oizumi                 | T. Kobayashi              |
| 17566 -            | 1994 CE11    | 7 tháng 2 năm 1994   | La Silla               | E. W. Elst                |
| 17567 -            | 1994 GP      | 5 tháng 4 năm 1994   | Kitami                 | K. Endate, K. Watanabe    |
| 17568 -            | 1994 GT8     | 11 tháng 4 năm 1994  | Palomar                | E. F. Helin               |
| 17569              | 1994 LB8     | 8 tháng 6 năm 1994   | La Silla               | H. Debehogne, E. W. Elst  |
| 17570 -            | 1994 NQ      | 6 tháng 7 năm 1994   | Palomar                | E. F. Helin               |
| 17571 -            | 1994 PV      | 14 tháng 8 năm 1994  | Oizumi                 | T. Kobayashi              |
| 17572 -            | 1994 PX11    | 10 tháng 8 năm 1994  | La Silla               | E. W. Elst                |
| 17573 -            | 1994 PJ13    | 10 tháng 8 năm 1994  | La Silla               | E. W. Elst                |
| 17574 -            | 1994 PT13    | 10 tháng 8 năm 1994  | La Silla               | E. W. Elst                |
| 17575 -            | 1994 PQ14    | 10 tháng 8 năm 1994  | La Silla               | E. W. Elst                |
| 17576 -            | 1994 PL25    | 12 tháng 8 năm 1994  | La Silla               | E. W. Elst                |
| 17577 -            | 1994 PD38    | 10 tháng 8 năm 1994  | La Silla               | E. W. Elst                |
| 17578 -            | 1994 QQ      | 16 tháng 8 năm 1994  | Oizumi                 | T. Kobayashi              |
| 17579 Lewkopelew   | 1994 TQ16    | 5 tháng 10 năm 1994  | Tautenburg Observatory | F. Börngen                |
| 17580 -            | 1994 VV      | 3 tháng 11 năm 1994  | Oizumi                 | T. Kobayashi              |
| 17581 -            | 1994 VE1     | 4 tháng 11 năm 1994  | Oizumi                 | T. Kobayashi              |
| 17582 -            | 1994 WL      | 25 tháng 11 năm 1994 | Oizumi                 | T. Kobayashi              |
| 17583 -            | 1994 WV2     | 30 tháng 11 năm 1994 | Oizumi                 | T. Kobayashi              |
| 17584 -            | 1994 XF1     | 6 tháng 12 năm 1994  | Oizumi                 | T. Kobayashi              |
| 17585 -            | 1994 YC4     | 31 tháng 12 năm 1994 | Kitt Peak              | Spacewatch                |
| 17586 -            | 1995 AT2     | 10 tháng 1 năm 1995  | Oizumi                 | T. Kobayashi              |
| 17587 -            | 1995 BD      | 20 tháng 1 năm 1995  | Oizumi                 | T. Kobayashi              |
| 17588 -            | 1995 BH2     | 30 tháng 1 năm 1995  | Oizumi                 | T. Kobayashi              |
| 17589 -            | 1995 BR10    | 29 tháng 1 năm 1995  | Kitt Peak              | Spacewatch                |
| 17590 -            | 1995 CG      | 1 tháng 2 năm 1995   | Oizumi                 | T. Kobayashi              |
| 17591 -            | 1995 DG      | 20 tháng 2 năm 1995  | Oizumi                 | T. Kobayashi              |
| 17592 -            | 1995 DR      | 22 tháng 2 năm 1995  | Oizumi                 | T. Kobayashi              |
| 17593 -            | 1995 DV      | 20 tháng 2 năm 1995  | Oizumi                 | T. Kobayashi              |
| 17594 -            | 1995 DX5     | 23 tháng 2 năm 1995  | Kitt Peak              | Spacewatch                |
| 17595 -            | 1995 EO      | 1 tháng 3 năm 1995   | Kleť                   | Kleť                      |
| 17596 -            | 1995 EP1     | 11 tháng 3 năm 1995  | Oizumi                 | T. Kobayashi              |
| 17597 Stefanzweig  | 1995 EK8     | 4 tháng 3 năm 1995   | Tautenburg Observatory | F. Börngen                |
| 17598 -            | 1995 KE2     | 23 tháng 5 năm 1995  | Kiyosato               | S. Otomo                  |
| 17599 -            | 1995 ON4     | 22 tháng 7 năm 1995  | Kitt Peak              | Spacewatch                |
| 17600 Dobřichovice | 1995 SO      | 18 tháng 9 năm 1995  | Ondřejov               | L. Šarounová              |